# Okrug Severna Bačka
| Severno-Bački okrug Северно-Бачки округ Okrug Severna Bačka Észak-bácskai körzet Sjevernobački okrug Severobáčsky okres Districtul Bačka de Nord | Severno-Bački okrug Северно-Бачки округ Okrug Severna Bačka Észak-bácskai körzet Sjevernobački okrug Severobáčsky okres Districtul Bačka de Nord |
| | |
| --- | --- |
| Staat: | Serbien |
| Landsteil: | Vojvodina |
| Hauptstadt: | Subotica |
| Gemeinden: | 3 |
| Ortschaften: | 45 |
| Fläche: | 1.784 km² |
| Einwohner: | 200.140 (2002) |
| Dichte: | 112,2/km² |
| Subotica Mali Iđoš Bačka Topola Okrug Severna Bačka                                                                                              | |

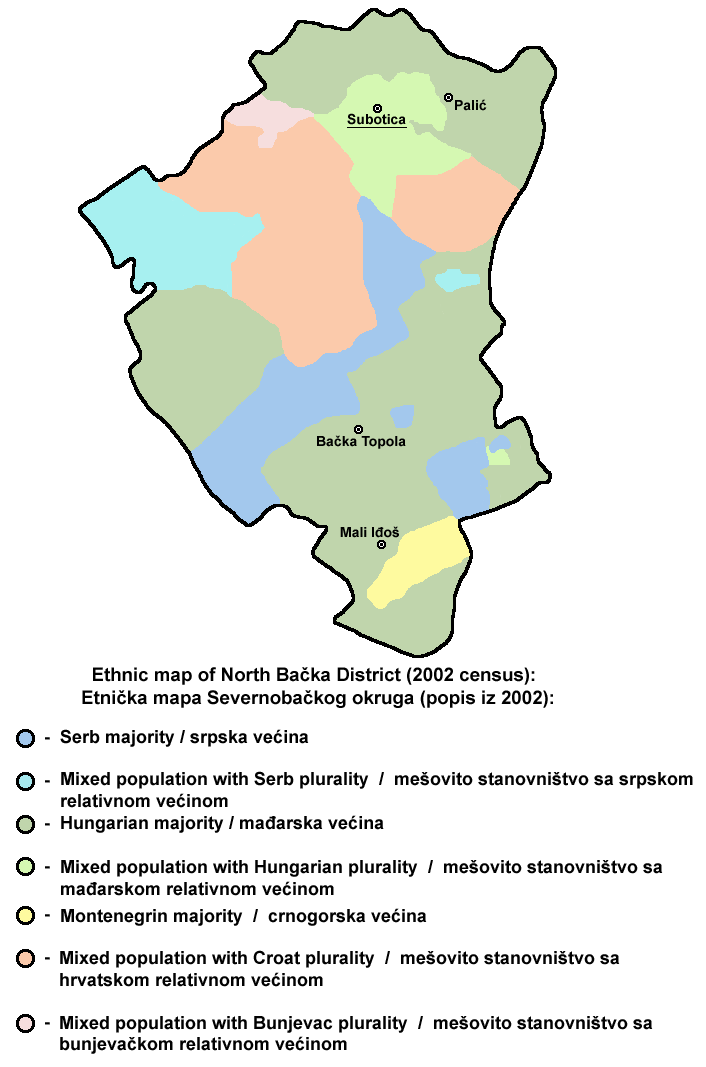

Der Okrug Severna Bačka (serbisch Северно-Бачки округ oder Severno-Bački okrug, ungarisch Észak-bácskai körzet, kroatisch Sjevernobački okrug, slowakisch Severobáčsky okres, rumänisch Districtul Bačka de Nord) oder Kreis Nördliche Batschka ist ein serbischer Kreis im nördlichen Teil der Vojvodina. Der Verwaltungssitz befindet sich in Subotica.

## Gemeinden
Der Kreis besteht aus drei Gemeinden (serbisch: Opština). 
| Gemeinde     | Kyrillische Bezeichnung | Verwaltungssitz |
| ------------ | ----------------------- | --------------- |
| Subotica     | Општина Суботица        | Subotica        |
| Bačka Topola | Општина Бачка Топола    | Bačka Topola    |
| Mali Iđoš    | Општина Мали Иђош       | Mali Iđoš       |

## Einwohner
Bei der Volkszählung 2011 wurden in diesem Bezirk 186.906 Einwohner gezählt.
Die ethnische Verteilung im Bezirk ist sehr gemischt: Magyaren (76.262), Serben (50.472), Deutsche (314), Bunjewatzen, Kroaten, Jugoslawen und andere.
Die am häufigsten verwendeten Sprachen sind Serbisch mit 48 % und Ungarisch mit 44 %.
Zwei der Stadtverwaltungen haben eine magyarische Mehrheit: Bačka Topola (59 %) und Mali Iđoš (56 %), wobei Subotica ziemlich ausgeglichen ist: Magyaren (38,5 %), Serben (24,1 %), Bunjewatzen (11 %), Kroaten (11 %), Jugoslawen (6 %), Roma (2 %), Montenegriner (1 %) und andere.
Von den restlichen Ortschaften haben 20 eine magyarische, 15 eine serbische, sieben eine der Bunjewatzen, eine montenegrinische und zwei eine ethnisch gemischte Mehrheit.

## Religionen und Kirchen
Subotica ist auch ein multiethnisches und multireligiöses Zentrum, die Mehrheit ist serbisch-orthodox oder römisch-katholisch, aber es gibt auch andere Religionsgemeinden in der Stadt. 
Unter den Kirchen sind die Kathedrale der Heiligen Theresa (1797), das Franziskanerkloster (1723), die orthodoxe Kirche aus dem 18. Jahrhundert, die Synagoge und die orthodoxe Kirche in Aleksandrovo, beide aus dem 17. Jahrhundert, erwähnenswert.

## Wirtschaft
In der Region ist die Nahrungsmittelindustrie stark vertreten, zum Beispiel in den Bereichen Fleisch (29 Novembar), Süßwaren (Pionir) und Brot und Mehl (Fidelinka). Subotica zählt zu den Städten mit dem höchsten Mais-, Weizen- und Sonnenblumenabsatz in Serbien.